# إيفان زوتكو
إيفان زوتكو (بالأوكرانية: Зотько Іван В'ячеславович) (9 يوليو 1996 في أوكرانيا - ) هو لاعب كرة قدم أوكراني في مركز الدفاع. شارك مع منتخب أوكرانيا تحت 18 سنة لكرة القدم ومنتخب أوكرانيا تحت 19 سنة لكرة القدم. أما مع النوادي، فقد لعب مع نادي ميتاليست خاركيف.

## وصلات خارجية
- إيفان زوتكو على موقع الاتحاد الأوربي (الإنجليزية)
- إيفان زوتكو على موقع اتحاد أوكرانيا (الإنجليزية)
- إيفان زوتكو على موقع قاعدة بيانات كرة القدم.إي يو (الإنجليزية)
- إيفان زوتكو على موقع Soccerway.com (الإنجليزية)
- إيفان زوتكو على موقع عالم كرة القدم.نت (الإنجليزية)